# Ernest Becker
Ernest Becker (Springfield, Massachusetts, 27 de septiembre de 1924-Vancouver, 6 de marzo de 1974) fue un antropólogo cultural y científico interdisciplinario, pensador y escritor estadounidense. 

## Biografía
Becker fue hijo de inmigrantes judíos. Después de completar el servicio militar en la infantería, ayudó a liberar un campo de concentración nazi. Asistió a la Universidad de Siracusa en Nueva York. Al graduarse se incorporó a la Embajada de los EE. UU. en París como funcionario administrativo. A los 30 años regresó a la Universidad de Siracusa para un postgrado en antropología cultural. Completó su doctorado en 1960.
El primero de sus nueve libros, el Zen, A Rational Critique (1961) se basó en su tesis doctoral. Después de Siracusa, se convirtió en profesor en la Universidad Simon Fraser en Vancouver, Columbia Británica (Canadá).

## Pensamiento
Becker llegó al reconocimiento de que la investigación psicológica llega  a un callejón sin salida más allá de los sistemas de creencias que se deben invocar para satisfacer la psique humana. El alcance de esta perspectiva, en consecuencia, abarca la ciencia y la religión; incluso a lo que Sam Keem sugiere que es el mayor logro de Becker, la creación de la "ciencia del mal". Para la formulación de sus teorías se basó en especial en la labor de Soren Kierkegaard, Sigmund Freud y Otto Rank. También en la de Wilhelm Reich, Norman O. Brown y Erich Fromm. 
Becker llega al convencimiento de que el carácter de una persona se forma en un proceso de negación de su mortalidad, que esta negación es necesaria para que la persona pueda funcionar en el mundo, y que esta armadura que se forma impide un verdadero conocimiento de sí. Gran parte del mal en el mundo, a su juicio, es una consecuencia de esta necesidad de negar la muerte. 
Debido a la amplitud de su visión y su tendencia a evitar la especialización de las ciencias sociales, Becker fue un paria académico en la última década de su vida. Fue  con la adjudicación en 1974, dos meses después de su muerte por cáncer a la edad de 49, del Premio Pulitzer por su libro Denial of Death (La negación de la muerte), cuando obtuvo un mayor reconocimiento. La segunda mitad de su opus magnum, Escape from Evil (Huida de mal) (1975) desarrolla las repercusiones sociales y culturales de los conceptos explorados en el libro anterior y lo completa.
El trabajo de Becker, particularmente como se expresa en sus libros posteriores, The Denial of Death y Escape from Evil, ha tenido un impacto significativo en la psicología social y la psicología de la religión. La teoría del manejo del terror, un importante programa de investigación en psicología social que ha dado lugar a más de 200 estudios publicados ha convertido los puntos de vista de Becker sobre la influencia cultural de la ansiedad ante la muerte en una teoría científica que ayuda a explicar fenómenos humanos tan diversos como la autoestima, los prejuicios, y la religión.

## Fundación Ernest Becker
La Fundación Ernest Becker, se dedica a la investigación multidisciplinar en el comportamiento humano, con especial atención a la violencia; usando las obras de Becker Birth and Death of Meaning (1971), Denial of Death (1973), y Escape From Evil (1975), como apoyo a la investigación y aplicación a las relaciones entre ciencia, humanidades, acción social y religión. 
Becker también escribió The Birth and Death of Meaning, el concepto de hombre alejándose de la simple mente simios en un mundo de símbolos e ilusiones y, a continuación, desconstruyendo las ilusiones a través de su propia evolución intelectual. 
PelículaFlight From Death, parcialmente financiada por la Fundación Ernest Becker.

## Obras
- Becker E (1973) The Denial of Death. Collier-Mac. ISBN 0-02-902310-6
- Becker E (1975) Escape from Evil. Free Press ISBN 0-02-902340-8
- Becker E (1971) The Birth and Death of Meaning. ISBN 0-02-902190-1
- Becker E (1964) Revolution in Psychiatry: The New Understanding of Man. The Free Press. ISBN 0-02-902510-9
- Becker, E (1967) Beyond Alienation. New York: George Braziller.
- Becker, E (1969) Angel in Armor. New York: George Braziller.
- Liechty D (ed.) (2005) The Ernest Becker Reader. University of Washington Press. ISBN 0-295-98470-8
- Becker, Ernest (1968). The structure of evil; an essay on the unification of the science of man. Nueva York: G. Braziller.